# Максимова, Полина Владимировна
Полина Влади́мировна Макси́мова (род. 12 июля 1989, Москва) — российская актриса театра, кино, телевидения и дубляжа, телеведущая.

## Биография
Полина Владимировна Максимова родилась 12 июля 1989 года в актёрской семье Владимира и Светланы (Ланы) Максимовых.
Училась в гимназии № 1567 в гуманитарном классе. Играть начала в школе, в театральном кружке Л. И. Соболева. В 2010 году окончила Высшее театральное училище им. Щепкина (курс Николая Афонина). Дипломной работой Полины была роль Ларисы Огудаловой в спектакле «Бесприданница», позже она сыграла Женевьеву в спектакле по пьесе Клода Манье «Блэз».
Сниматься в кино стала во время учёбы — роль Натальи Квитко в телесериале «Возьми меня с собой». После Полина Максимова играла в таких лентах, как «Две истории о любви» (реж. М. Малич), «Любовь на сене» (реж. В. Чиков, С. Курбанов, А. Сайдоха), «Крылья ангела» (реж. М. Малич). Первые роли Полины состоялись в театре, вначале дипломный спектакль, затем пьеса «Блэз», после чего кинорежиссёры приглашают в телесериалы «Бомбила» (дочь егеря; реж. А. Калугин) и «Раскрутка» (подруга Крайновой; реж. Е. Анашкин). Наконец, ей поступает приглашение на роль первого плана в телесериал «Последний кордон» (реж. А. Копейкин), а в 2009 году — в телесериал «Два Антона» (реж. Л. Мазор).
В 2012 году в июльском номере «Maxim» опубликована эротическая фотосессия Полины Максимовой.
С апреля 2015 года по сентябрь 2024 года являлась ведущей программы «Такое кино» на телеканале «ТНТ».
В сентябре 2015 года снялась в клипе на песню «Сумасшедшая», автором которой является её партнёр по сериалу «Деффчонки» Алексей Воробьёв. В 2016 году снялась в клипе Алексея Воробьёва на песню «Самая красивая», а в 2017 году — в его же клипе на песню «Я тебя люблю».
В 2019 году стала ведущей автомобильного шоу «Россия рулит!» вместе с Николаем Фоменко на телеканале «НТВ».

## Личная жизнь
Состояла в отношениях с российским пловцом, призёром Олимпийских игр — Никитой Лобинцевым (2012—2013).
Встречалась с актёром Егором Корешковым(2019—2021).

## Фильмография
| Год       |   | Название                          | Роль                                             |
| --------- | - | --------------------------------- | ------------------------------------------------ |
| 2008—2009 | с | Возьми меня с собой               | Наталья Квитко, дочь Тамары                      |
| 2008      | ф | Две истории о любви               | Дункина, врач в бассейне                         |
| 2008      | ф | Крылья ангела                     | Ирина                                            |
| 2009      | с | Два Антона                        | Оля                                              |
| 2009      | ф | Любовь на сене                    | Настя                                            |
| 2009      | с | Последний кордон                  | Леночка                                          |
| 2009      | с | След                              | Анжелика Борзенкова                              |
| 2010      | ф | Гражданка начальница              | Ольга Рыбакова, заключённая                      |
| 2010      | ф | Приключения в Тридесятом царстве  | царевна Несмеяна                                 |
| 2009      | с | Раскрутка                         | подруга Крайнова                                 |
| 2011—2013 | с | Бомбила                           | Даша Кондратьева                                 |
| 2011      | с | Ночной гость                      | Лера, подруга Андрея                             |
| 2011      | с | Последний кордон. Продолжение     | Леночка                                          |
| 2011      | с | Сёмин: Возмездие                  | Алина Скворцова                                  |
| 2012—2018 | с | Деффчонки                         | Ольга Петровна «Лёля» Ржевская (Фёдорова)        |
| 2015      | ф | 8 новых свиданий                  | Кристина Викторовна                              |
| 2015      | ф | SOS, Дед Мороз, или Всё сбудется! | жена Скрябина                                    |
| 2015      | ф | Завтрак у папы                    | Оксана Тарелкина                                 |
| 2015      | ф | Помню — не помню!                 | Алёна / Лиза                                     |
| 2015      | ф | Принцесса с севера                | Вика                                             |
| 2015      | ф | Ставка на любовь                  | Кристина                                         |
| 2017      | ф | Zомбоящик                         | клофелинщица                                     |
| 2017      | с | Обратный отсчёт                   | Инга Гордеева                                    |
| 2017      | с | Охота на дьявола                  | Ханна Тимманен, актриса                          |
| 2017      | ф | Только не они                     | Блондинка                                        |
| 2018      | ф | Без меня                          | Кира                                             |
| 2019      | ф | Семь ужинов                       | Алёна                                            |
| 2020—2021 | с | 257 причин, чтобы жить            | Женя Короткова                                   |
| 2020      | ф | Бег                               | Анастасия Михайловна Смирнова, лейтенант полиции |
| 2022      | с | Жизнь по вызову                   | девушка в автосалоне                             |
| 2022—2023 | с | Оффлайн                           | Елена Листьева, капитан полиции                  |
| 2022      | ф | Чебурашка                         | Таня, дочь Гены                                  |
| 2022      | ф | Мальдивы подождут                 | Ева Королёва                                     |
| 2023      | ф | На солнце, вдоль рядов кукурузы   | Юля                                              |
| 2023      | с | Открытый брак                     | Аня, подруга Оксаны                              |
| 2024      | ф | Адам и Ева                        | Марина                                           |
| 2024      | с | Лихие                             | Лиза в наши дни                                  |
| 2024      | ф | Совсем ошалели                    | Мариночка                                        |
| 2025      | ф | Чебурашка 2                       | Таня, мама Гриши, дочь Гены                      |

## Награды
14 октября 2020 года одержала победу в номинации «Best performance» на международном фестивале «Canneseries». Актрису наградили за исполнение роли Жени Коротковой в первом сезоне телесериала «257 причин, чтобы жить» и стала обладательницей премии ОК! «Больше чем звёзды» 2020 в номинации «Главный герой. Телефильм».